# Distrito de Raigarh (Chhattisgarh)
Raigarh (en Hindi: रायगढ जिला) es un distrito de la India en el estado de Chhattisgarh. Código ISO: IN.CT.RG.
Comprende una superficie de 7068 km².
El centro administrativo es la ciudad de Raigarh.

## Demografía
Según censo 2011 contaba con una población total de 1 493 627 habitantes, de los cuales 744 188 eran mujeres y 749 439 varones.